# 前泊哲明
前泊 哲明（まえどまり てつあき、1957年10月17日 - ）は、沖縄県八重山郡竹富町（西表島）出身の元プロ野球選手（投手）。

## 来歴・人物
興南高では　エースとして1975年春季九州大会県予選準決勝に進むが、知念高に敗退。社会人野球の日産自動車に進むも退社。一度は野球を辞めようとしていたが、興南高時代の恩師・比屋根吉信監督に説得されて体を鍛え直し、横浜大洋ホエールズのテストを受けて合格する。
1979年オフに、ドラフト外で横浜大洋ホエールズに入団。
入団2年目の1981年4月9日の読売ジャイアンツ戦で新浦寿夫と投げ合いプロ初先発初勝利。先発ローテーション入りしてチーム最多の21試合に先発し2勝を挙げるが、その2勝がプロでの勝ち星の全てとなる。翌1982年からは故障もあって低迷。1984年には中継ぎに回り、イースタン・リーグでは最優秀防御率を取るなどしたが、体の線が細くプロの投手としては根本的に体力が足りなかった。1986年限りで現役を引退。
引退後は、大洋と同じ経営母体の神奈川工科大学職員となり、就職指導などを担当している。

## 選手としての特徴
得意球とする縦の大きなカーブが特徴の変化球投手。右の典型的なアーム式オーバースローの技巧派で、ストレートは最速130km/h程度。カーブのほかには、フォーク、シュートを投げた。

## 人物
- 初勝利を挙げた時には、巨人戦初登板初勝利という事で特に地元マスコミに注目され、家族には取材が殺到、当時活躍していたボクシングの具志堅用高と合わせて、一躍沖縄の星と呼ばれた。
- ガリガリに痩せた体型で、ニックネームは哲明の哲（鉄）と柱で「テッチュウ」。

## 詳細情報

### 年度別投手成績
| 年 度    | 球 団    | 登 板 | 先 発 | 完 投 | 完 封 | 無 四 球 | 勝 利 | 敗 戦 | セ 丨 ブ | ホ 丨 ル ド | 勝 率 | 打 者 | 投 球 回 | 被 安 打 | 被 本 塁 打 | 与 四 球 | 敬 遠 | 与 死 球 | 奪 三 振 | 暴 投 | ボ 丨 ク | 失 点 | 自 責 点 | 防 御 率 | W H I P |
| -------- | -------- | ----- | ----- | ----- | ----- | -------- | ----- | ----- | -------- | ----------- | ----- | ----- | -------- | -------- | ----------- | -------- | ----- | -------- | -------- | ----- | -------- | ----- | -------- | -------- | ------- |
| 1981     | 大洋     | 36    | 21    | 1     | 0     | 0        | 2     | 7     | 0        | --          | .222  | 468   | 104.1    | 129      | 12          | 40       | 3     | 1        | 56       | 0     | 0        | 69    | 61       | 5.28     | 1.62    |
| 1984     | 大洋     | 12    | 2     | 0     | 0     | 0        | 0     | 1     | 0        | --          | .000  | 92    | 21.2     | 25       | 3           | 6        | 0     | 0        | 11       | 0     | 0        | 11    | 10       | 4.15     | 1.43    |
| 1985     | 大洋     | 29    | 1     | 0     | 0     | 0        | 0     | 2     | 0        | --          | .000  | 162   | 39.0     | 39       | 5           | 15       | 3     | 0        | 23       | 1     | 1        | 20    | 18       | 4.15     | 1.38    |
| 通算:3年 | 通算:3年 | 77    | 24    | 1     | 0     | 0        | 2     | 10    | 0        | --          | .167  | 722   | 165.0    | 193      | 20          | 61       | 6     | 1        | 90       | 1     | 1        | 100   | 89       | 4.85     | 1.54    |

### 記録
- 初登板・初先発登板・初勝利：1981年4月9日、対読売ジャイアンツ3回戦（横浜スタジアム）、6回0/3を3失点
- 初完投：1981年6月3日、対ヤクルトスワローズ9回戦（明治神宮野球場）、8回3失点で敗戦投手

### 背番号
- 35 （1980年 - 1986年）